# Allium scabriflorum
Allium scabriflorum är en amaryllisväxtart som beskrevs av Pierre Edmond Boissier. Allium scabriflorum ingår i släktet lökar, och familjen amaryllisväxter. Inga underarter finns listade i Catalogue of Life.